# 五ヶ所浅間山
五ヶ所浅間山（ごかしょせんげんさん）は、三重県度会郡南伊勢町五ヶ所浦にある山（郷土富士）。標高は174メートル。円錐形の形状が富士山に似ていることから、五ヶ所富士（ごかしょふじ）とも呼ばれる。五ヶ所浦浅間山（ごかしょうらせんげんさん）と呼ばれることもある。

## 地理
中腹には五ヶ所みかんの果樹園が広がっており、登山道の一部はみかん畑の農道も兼ねている。リアス式海岸の五ヶ所湾を見下ろすようにそびえており、山頂からは五ヶ所湾を見晴らすことができる。
南麓には五ヶ所城跡があり、南北朝時代から戦国時代にかけて豪族の愛洲氏が居城としていたとされる。五ヶ所城跡は三重県指定史跡に指定されており、郷土資料館の愛洲の館がある。南麓の五ヶ所川に架かる五ヶ所大橋周辺からは、五ヶ所富士を正面に見ることができる。

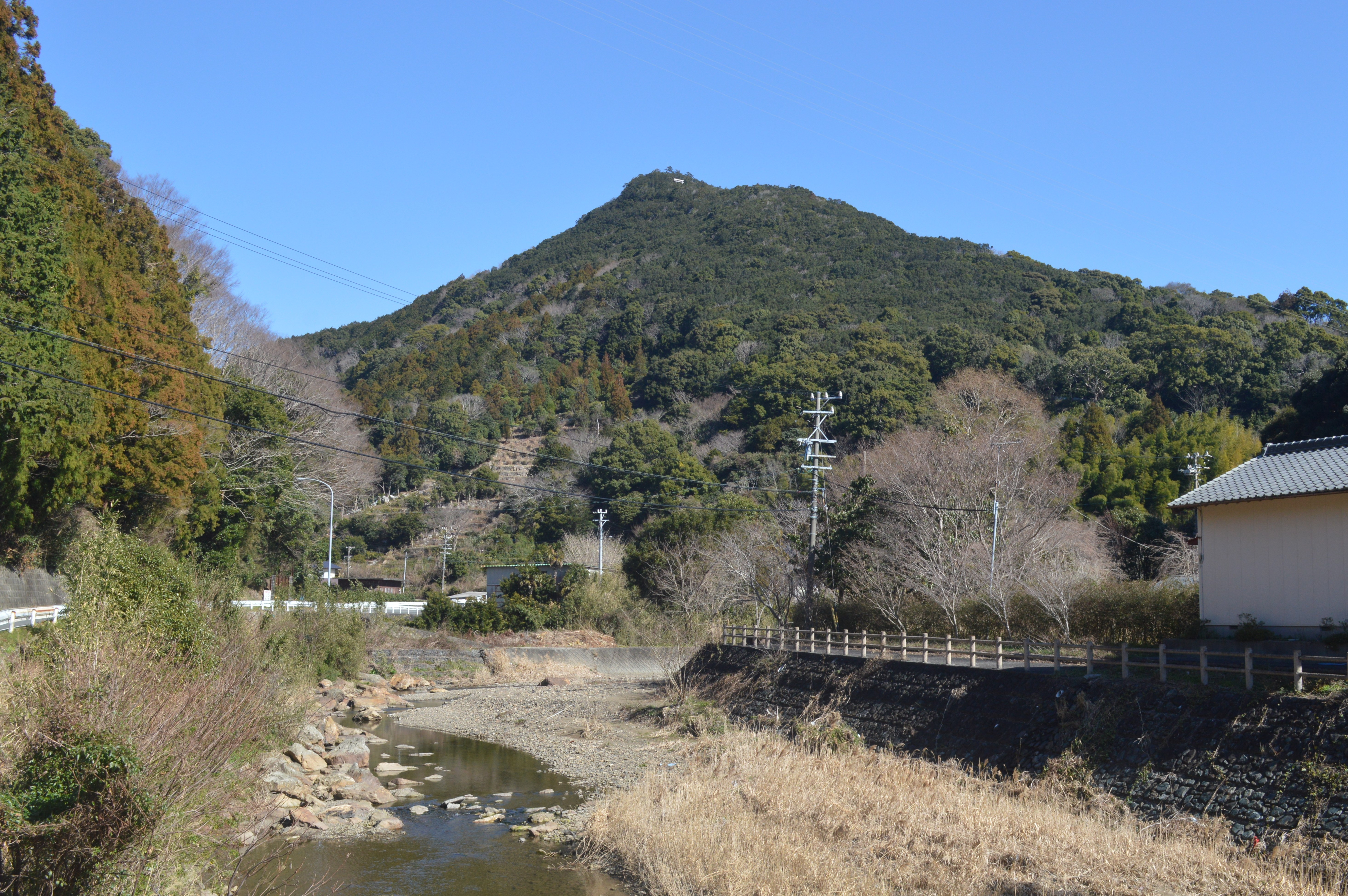
五ヶ所川と五ヶ所浅間山
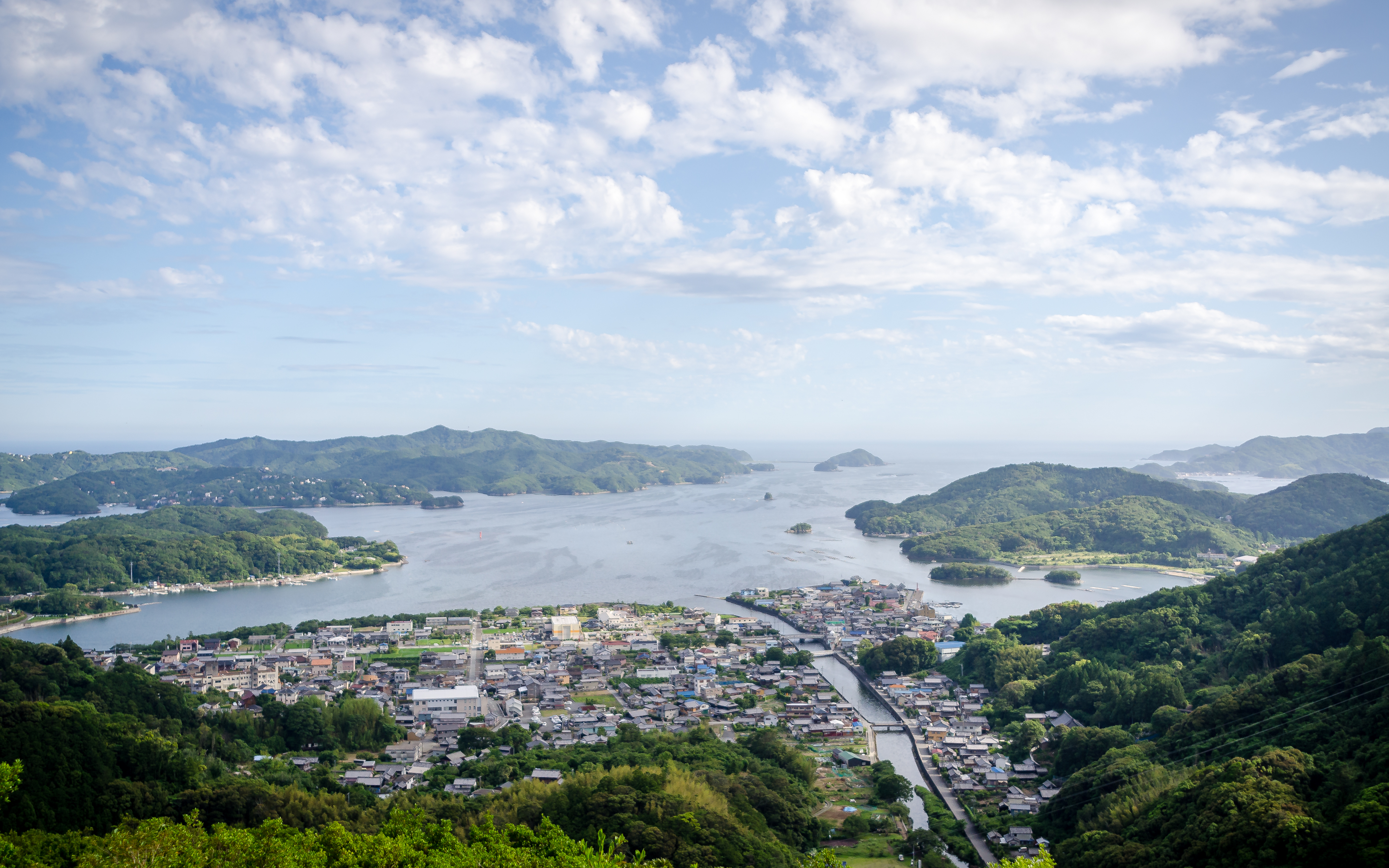
山頂から見た五ヶ所湾

## 浅間信仰
古くから浅間信仰（富士信仰）が受け継がれており、山頂には鳥居と浅間碑の碑石が建立されている。四面に菩薩像が彫られた浅間碑は延宝6年（1678年）のものであり、南伊勢町指定有形文化財に指定されている。
なお、五ヶ所浅間山の周辺には、切原浅間山（230メートル）、宿浅間山（182メートル）、相賀浅間山（169メートル）、田曽浅間山（163メートル）もある。毎年7月初旬には浅間祭が催され、川で身を清めた男衆によって大竹が浅間神社に奉納される。

## アクセス
- JR・近鉄伊勢市駅から三重交通バスで「五ヶ所バスセンター」下車後徒歩10分
- 伊勢自動車道玉城インターチェンジから車で約30分